# Amiga World
Az Amiga World egy Amigákkal foglalkozó számítástechnikai magazin volt. A havonta megjelenő újságot az első években a CW Communications, aztán 1988-tól a  massachusettsi IDG Publishing, majd 1991-től - az azóta már megszűnt - TechMedia Publishing Inc. nevű leányvállalata adta ki 1995 áprilisáig. Az első számok még az első Amiga piacra kerülése előtt jelentek meg. A harmadik számban, 1986 elején Andy Warhol is szerepelt.